# Laval Prédateurs
Laval Prédateurs byl profesionální kanadský klub ledního hokeje, který sídlil v Lavalu v provincii Québec. V letech 2013–2017 působil v profesionální soutěži Ligue Nord-Américaine de Hockey. Prédateurs ve své poslední sezóně v LNAH skončily v základní části na šestém místě. Své domácí zápasy odehrával v hale Colisée de Laval s kapacitou 3 500 diváků. Klubové barvy byly modrá, zlatá a bílá.

## Historické názvy
Zdroj: 
- 2013 – Valleyfield Braves
- 2013 – Laval Braves
- 2014 – Laval Prédateurs

## Přehled ligové účasti
Zdroj: 
- 2013–2017: Ligue Nord-Américaine de Hockey